# 藤堂直己
藤堂 直己（とうどう なおき）は、大阪府出身の演出家・映像作家。
学生時代に劇団その1に入団し、演劇活動を開始する。2000年に柴田洋子らとともにHANAFUBUKIを結成。作家・演出家・役者として活動。
映像作品では演出・音楽を担当。挿入曲のギター演奏も行っている。

## おもな舞台作品
- 「ルマンド」 (鬼豚馬との共作、第2回OMS戯曲賞最終候補作品選出)
- 「桜ジェット」 (第3回OMS戯曲賞最終候補作品選出)
- 「名人戦」 (扇町アクトトライアル招待参加)
- 「桜ジェット」 (枚方市MARCH演劇ZONE招待参加、RYOHSYOKU演劇祭参加)
- 「鉄道警察隊」 (アートコンプレックス1928ホール提携事業「演劇世代」招聘)
- 「喪服団」 (同上)
- 「メリケンジョーク・フェスティバル」 (同上)
- 「愛と笑いの夜」 (同上)
- 「マリーにくちづけ」 (同上、演劇祭メセナブリッジ参加、松井山手駅前街づくり事業参加)

## YouTube
動画サイトYouTubeに開設した「HANAFUBUKI CHANNEL」にて短編映像作品の演出・音楽を担当している。

## 書籍
- シベリアン・ジョーク・フェスティバル

## その他
- 第5回オリックスマネー川柳、応募総数150,439句の中からユーザー投票賞を受賞 (雅号：感極丸)